# Peta krajiška divizija NOVJ-a
Peta krajiška divizija NOVJ utemeljena je naredbom Vrhovnog štaba od Prve, Četvrte i Sedme krajiške brigade, 9. studenoga 1942. godine na Glamočkom polju. 
Do polovine listopada 1943. godine bila je u sastavu Prvog i (Trećeg bosanskog korpusa), Operativne grupe divizija i Prvog proleterskog korpusa. Od 1. siječnja 1945. godine u sastavu je Prve armije. Sedma brigada je 7. ožujka 1943. izuzeta iz sastava divizije, a diviziji je priključena Deseta krajiška udarna brigada. Od studenoga 1943. do veljače 1944. godine u sastavu divizije bila je Brigada Garibaldi sastavljena od Talijana. Od 20. rujna do kraja listopada 1944. godine u sastavu divizije je 21. srpska brigada, a od 12. prosinca 1944. i Jugoslavenska brigada, utemeljena u Sovjetskom Savezu.
Dana 30. studenoga 1944. u sastav Pete krajiške divizije ušla je i Artiljerijska brigada.

## Borbeni put Pete divizije
Nakon osnivanja divizija kao cjelina sudjelovala je krajem studenoga i tijekom prosinca 1942. godine u napadnim djelovanjima protiv Nijemaca i ustaša u dolini Sane i Une. Tijekom Operacija „Vajs I“ uspela je spriječiti napredovanje njemačkog 749. puka 717. divizije, a tijekom Operacije "Vajs II" vodila je uspješnu elastičnu obranu od nastupanja 7. SS divizije i 369. legionarske divizije.
Tijekom 1943. divizija je izvršila više uspješnih napada među kojima se ističu zauzimanje Kaknja u lipnju i napad na aerodrom Rajlovac u kolovozu. 
Tijekom prosinca 1943. godine divizija je vodila teške manevarske borbe protiv postrojba 5. SS korpusa tijekom operacije „Kugelblic“ u istočnoj Bosni.
Od ožujka do svibnja 1944. godine sudjelovala je u nastupanju kroz Srbiju, a zatim u borbama protiv Nijemaca, četnika i muslimanske legije u Sandžaku i istočnoj Bosni. Od početka kolovoza 1944. Peta krajiška divizija borila se pod neposrednim zapovjedništvom Glavnog štaba NOV i PO Srbiju u bitci na Kopaoniku i bitkama u dolini Zapadne Morave, od listopada 1944. do travnja 1945. godine sudjelovala je u borbama na Srijemskom frontu. 17. siječnja 1945. prilikom napadnog udara njemačkog 34. armijskog korpusa divizija je pretrpjela teške gubitke, a neke njene postrojbe su razbijene. Tijekom travnja 1945. sudjelovala je u proboju Srijemskog fronta i oslobađanju Slavonskog Broda.